# СОБР (Беларусь)
Специальный отряд быстрого реагирования, СОБР (бел. Спецыяльны атрад хуткага рэагавання, САХР) — спецподразделение внутренних войск МВД Беларуси, расположенное в Минске (войсковая часть 3032).
Подразделение охраняет общественный порядок, борется с организованной преступностью, организовывает профилактические мероприятия в исправительных учреждениях, в местах со сложной оперативной обстановкой, охраняет стратегические объекты.

## История
Специальный отряд быстрого реагирования МВД Республики Беларусь создан 29 июня 1999 года приказом министра внутренних дел № 014 во внутренних войсках МВД Республики Беларусь. Костяк команды составили офицеры, прапорщики и наиболее подготовленные солдаты войсковой части 3214. Первый командир — Дмитрий Павличенко.
Первую операцию военнослужащие СОБР провели в октябре 1999 года в Орше, где ими была задержана организованная преступная группа.
В 2008 году отряд участвовал в программе подготовки и обмена опытом с венесуэльскими силовиками. В апреле члены СОБРа вместе с сотрудниками группы «Альфа» Комитета госбезопасности, службы безопасности президента и бойцами 5-й бригады спецназа посетили Венесуэлу, где, помимо всего прочего, совершили восхождение на Пик Боливара, установив флаги двух стран, а также символику силовых структур и белорусского спортивного общества «Динамо».
16 марта 2016 года министр внутренних дел Белоруссии Игорь Шуневич преобразовал СОБР в войсковую часть 3032 в составе 3-й отдельной Краснознамённой бригады специального назначения. Решение утвердили по предложению командира СОБРа Юрия Назаренко, так как у отряда появились собственные службы.
16 декабря 2019 года Deutsche Welle опубликовала интервью с Юрием Гаравским, бывшим бойцом специального отряда быстрого реагирования (СОБР) внутренних войск МВД Беларуси. Он утверждает, что в 1999 году по приказу основателя СОБРа подполковника Дмитрия Павличенко участвовал в похищениях и убийствах противников Лукашенко: министра внутренних дел Юрия Захаренко, главы Центризбиркома Виктора Гончара и предпринимателя Анатолия Красовского, поддерживавшего белорусскую демократическую оппозицию. Павличенко, заявил Гаравский, лично застрелил похищенных.

## Формирование
Численность формирования неизвестна, но в некоторых источниках указываются числа от 300 человек. Комплектуется офицерами, прапорщиками и сержантами. Кандидаты проходят комплексное тестирование с упором на выявление особенностей поведения в экстремальных ситуациях и сдают нормативы по физической подготовке. Все бойцы прекрасно владеют методиками рукопашного боя, некоторые из них являются мастерами и кандидатами в мастера спорта по различным единоборствам.
СОБР укомплектован автоматами АК, пистолетами ПМ и АПС, а также их модернизированные варианты для бесшумной стрельбы, и помповыми ружьями для стрельбы картечью.

## Командиры
- Павличенко, Дмитрий Валерьевич
- Михаил Камеко
- Вашкевич, Владимир Владимирович
- Назаренко, Юрий Геннадьевич
- Быков, Александр Валерьевич